# Аполоније Апологет
Свети Аполоније Апологет или Свети Аполоније Римски (умро 21. априла 185.)  је хришћански мученик и апологета из 2. века (не мешати са Аполинаријем Клаудијем, још једним апологетом) који је страдао 185. године под царем Комодом (161-192).).

## Живот
Четири различита извора говоре о Светом Аполонију Римском:
- запис о суђењу уграђен у Црквену историју Јевсевија Цезарејског (265-340);
- поглавља 40 и 42 Де Вирис Иллустрибус од Светог Јеронима (347-420),
две верзије Аполонијевог Житија, једно грчко, друга јерменско, које су откривено крајем 19. века .
Ови извори Аполонија представљају као славног Римљана, чак, могуће, сенатора, и изузетно талентованог човека, добро упућеног у филозофију. Пријављен је да је хришћанин преторијанском префекту Перенијусу. Позван је да се брани, прочитао је сенату, према светом Јерониму, „изванредну књигу“ у којој је, уместо да се одрекне, бранио хришћанску веру. Због тога је осуђен на смрт на основу закона цара Трајана.
Извори кажу да је он био подвргнут двема истрагама, првој од стране префекта Перенијуса, а другој, три дана касније, од стране групе сенатора и правника. Саслушања су обављена на миран начин. Аполонију је било дозвољено да говори само са ретким прекидима, са циљем да га натера да ублажи своје примедбе, које су га чиниле подложним казни.[1]
Аполоније се није плашио смрти, јер је рекао: „Чека ме нешто боље: вечни живот, дат ономе ко је добро живео на земљи“. И залагао се за супериорност хришћанских концепата смрти и живота.
Извори се не слажу о начину његове смрти. Грк Пасио каже да је умро након што су му згњечене ноге, што је казна нанета и робу који га је оптужио; али је у јерменском извештају обезглављен.

## Поштовање
Аполоније се није помињао у најранијим хришћанским мартиролозима, јер у почетку није био предмет индивидуалног обележавања. У средњем веку су га мешали са два друга светаца, Аполоном Александријским и Аполонијем који је пострадао са Светим Валентином и чији је празник 18. априла. Услед тога, овај датум се приписивао и Светом Аполонију Римском 